# Piłka (powiat gnieźnieński)
Piłka – osada leśna w Polsce położona w województwie wielkopolskim, w powiecie gnieźnieńskim, w gminie Witkowo. Siedziba Leśnictwa Piłka. Osada znajduje się w pobliżu jeziora Piłka, w okolicy kilku stawów. W pobliżu rośnie okazały wiąz polny (obw. 310 cm).
Nad jeziorem stoi zabytkowy młyn wodny z początku XX wieku, który obecnie pełni rolę obiektu o charakterze turystyczno-rekreacyjnym. W okolicy zabytkowego budynku leży stary cmentarzyk protestancki z XIX wieku, na którym pochowani są dawni zarządcy młyna. 
Osada jest na trasie szlaków rowerowych: czerwonego Szlaku Słowikowskiego, niebieskiego Urokliwe Doliny, zielonego Leśna Pętla Zachodnia.